# Жан Шакорнак
Жан Шакорнак (фр. Jean Chacornac, 21 червня 1823, Ліон — 23 вересня 1873, Віллербанн) — французький астроном.

## Біографія
| 25 Фокея      | 6 квітня 1853   |
| 33 Полігімнія | 28 жовтня 1854  |
| 34 Цирцея     | 6 квітня 1855   |
| 38 Леда       | 12 січня 1856   |
| 39 Летиція    | 8 лютого 1856   |
| 59 Елпіс      | 12 вересня 1860 |

Працював у Марселі і Парижі, вів спостереження за планетами, змінними зорями, вивчав сонячні плями. Запропонував власну теорію виникнення кратерів на Місяці. Створив екліптикальную зоряну карту, що багато в чому полегшувала пошуки астероїдів. Відкрив шість астероїдів.
На його честь названі астероїд 1622 Шакорнак і місячний кратер.